# تاريخ الجنسية الفلسطينية
إن تاريخَ الشعبِ الفلسطينيّ مرتبطٌ بتاريخ الأمة العربية. ومع ظهور الإسلام، كانت المسيحية هي الديانة الرائدة في فلسطين التابعة للحكم البيزنطيّ. وبعد فترة وجيزة من ظهور الإسلام تم فتح فلسطين وإدخالها تحت سيطرة الدولة الإسلامية الآخذة بالتوسع بسرعة. وكانت الإمبراطورية الأموية هي الدولة الأولى من بين ثلاثِ دولٍ متعاقبةٍ تهيمن على العالم العربي الإسلامي وتحكم فلسطين، تليها الدولة العباسية ثم الدولة الفاطمية. وواجه الحكم العربي والإسلامي تحدياً وانقطع تسلسلهُ في أجزاء من فلسطين بفعل غزو الفرنجة، ولكن تم استعادتهُ في عهد المماليك.
وبعد الإطاحة بالدولة المملوكية عام 1517، سيطرت الدولة العثمانية على معظم العالم العربي. وكانت فلسطين داخل الإمبراطورية العثمانية مقسمة إلى منطقتين، يشار إليهما أيضًا باسم السنجق. ونشأ الأصل القانوني للجنسية في الشرق الأوسط من قانون المواطنة العثماني الصادر في 19 يناير 1869 ومعاهدة لوزان.

## النشأة
تطورت المواطنة الفلسطينية خلال القرن العشرين بداية منذ عهد الانتداب البريطاني حتى ما بعد اتفاقية أوسلو للسلام، لكن بنموذج مختلف مع بقاء التعريف البريطاني السابق لها (ما قبل 1925). وقد ضمت يهود فلسطين وعرب الأردن، الذين إستقلوا لاحقا (لأنهم أصبحوا جزءًا من دولة ذات سيادة). لكن الفلسطينيون لم يكن لهم دولة ذات سيادة تحدد هوية الفلسطيني، لكن المصطلح تطور من الوصف الجغرافي للمواطنة إلى المواطنة الجغرافية ذات العرق العربي (يقصد فلسطينيو 48 الذين مُنحوا الجنسية الاسرائيلية ولكن يعتبروا عرب).

## فترة الانتداب البريطاني
دخلت معاهدة لوزان، الموقّعة في 24 يوليو 1923، حيز التنفيذ في 6 أغسطس 1924، ونصت على أن المواطنين العثمانيين الذين كانوا "مقيمين معتادين" على ما أصبح يُعرف بـفلسطين "سيصبحوا محليين" في تلك المنطقة. وجاء في المادة السابعة من صك الانتداب البريطاني على فلسطين على أن سلطة الانتداب "مسؤولة عن سن قانون الجنسية". وتم توجيه السلطة البريطانية لتسهيل حصول اليهود على الجنسية الفلسطينية الذين يقيمون بشكل دائم في فلسطين. ونصت المادة الخامسة عشر على "يجب ألا يكون ثمةَ تمييز مهما كان نوعه بين سكان فلسطين على أساس الجنس أو الدين أو اللغة، وألا يحرم شخص من دخول فلسطين بسبب معتقده الديني فقط."
صدر مرسوم الجنسية الفلسطينية في اليوم الرابع والعشرين من شهر تموز سنة 1925. ومنحت الجنسية الفلسطينية "للرعايا العثمانيين المقيمين عادة في فلسطين في اليوم الأول من شهر آب سنة 1925". وتم استبعاد شرق الأردن على وجه التحديد. وفق بعض الظروف، تم منح الجنسية أيضاً إلى بعض الأشخاص المقيمين خارجاً بشكل معتاد، بالإضافة إلى أبناء أو زوجة رجل فلسطيني. ولم يتضمن المرسوم أي اختبار مرتكز على أساس العرق او اللون، عدا أنّ الأشخاص الذين من عرق غير الأغلبية بوسعهم التخلي عن الجنسية الفلسطينية إن قُبلوا من قبل دولة أخرى كانت أجناسهم فيها أغلبيةً.
وظل هذا المرسوم ساري المفعول حتى 14 مايو 1948، حتى أعلن مجلس الشعب، ممثل الييشوف أو الجالية اليهودية، قيام دولة إسرائيل اليهودية وفقًا لقرار الأمم المتحدة ذي الصلة.

## ما بعد الانتداب البريطاني
عند انتهاء الانتداب البريطاني، قانون الجنسية الفلسطينية الانتدابية لم يعد ساري المفعول. وهذا يعني أن أولئك الذين يحملون الجنسية الفلسطينية الإلزامية ليس لديهم جنسية بموجب قانون أي دولة، وتعتمد حقوق المواطنة العادية على الدولة التي وجد كل شخص نفسه فيها بعد الحرب العربية الإسرائيلية عام 1948. أما بالنسبة للعرب الفلسيطينين، هذا يعتمد أيضًا على ما إذا كانوا قد تم تصنيفهم كلاجئين. على سبيل المثال، وجد الفلسطينيون أنفسهم مصنفين على أنهم فلسطينيون في اسرائيل (مهجرون داخليا)، لاجئون فلسطينيون في الأردن، وفلسطينيون تابعون لوكالة الأمم المتحدة لإغاثة وتشغيل اللاجئين الفلسطينيين، وفلسطينيون في قطاع غزة، أو فلسطينيون من دولة أخرى.

### إسرائيل
فيما يتعلق بإقامة دولة إسرائيل، لم يكن لدى الدولة قانون الجنسية، بل في الواقع ليس لديها مواطنين. لم يكن لليهود ولا العرب حق المواطنة الرسمية، لكن كان لديهم بطاقات هوية أو تم إصدار تصاريح إقامة مؤقتة. حتى صدور قانون المواطنة في 14 تموز / يوليو 1952. فقد رأت المحاكم الإسرائيلية أن الجنسية الفلسطينية السابقة، التي منحتها الإدارة البريطانية لليهود، العرب وغيرهم من سكان المنطقة، "خاوية الوفاض"، "غير مرضية وغير مناسبة بعد قيام دولة إسرائيل". وكانت حقوق التصويت لانتخابات الكنيست عامي 1949 و 1951 على أساس الإقامة وليس الجنسية. وبدلاً من جوازات السفر، أصدرت إسرائيل ما وصف بأنه وثائق سفر صالحة لمدة عامين.
واعترف قانون العودة الذي صدر عام 1950 بحق أي يهودي في الهجرة إلى إسرائيل، لكنه لم يمنح الجنسية. وأعقبه الحق التلقائي في الحصول على الجنسية الإسرائيلية بموجب قانون المواطنة لعام 1952. ويحق للمهاجرين إلى إسرائيل بموجب قانون العودة الحصول الفوري على الجنسية. وألغى هذا القانون مرسوم الجنسية الفلسطينية الصادر عام 1925 بأثر رجعي منذ قيام الدولة. وجرى تعديل على القانون في عام 1970، وتم منح اليهود الذين أعربوا عن رغبتهم في الهجرة إلى اسرائيل حق الحصول على الجنسية الاسرائيلية دون اتخاذ أي خطوات رسمية.
أما السكان الفلسطينيين العرب وغيرهم من غير اليهود فقد توجّب عليهم إثبات توفر شروط مجتمعة فيهم للحصول على الجنسية الإسرائيلية:
         
- أن يكون الشخص مسجلاً في سجل السكان عام 1949.
- كان مقيما في إسرائيل من 14 تموز/يوليو 1952.
- موجوداً في إسرائيل أو في منطقة أصبحت جزءاً من إسرائيل بعد إقامتها، أو أن يكون قد دخل إسرائيل بصورة قانونية في الفترة ما بين إقامة دولة إسرائيل و 14 تموز/ يوليو 1952.

وهذه الشروط أثبتت صعوبة الاستيفاء بها على العديد من الفلسطينيين لأن الكثير منهم في ذلك الوقت لم يكن لديه دليل على الجنسية الفلسطينية، واضطر أولئك الذين يمتلكون هوية إلى تسليمها للجيش الإسرائيلي أثناء الحرب أو بعدها بفترة وجيزة. كما كان الحصول على الإقامة بصفة السكان المُسجلين أمراً صعباً نظرا لوجود محاولة مقصودة ومتعمدة من القوات الإسرائيلية لعدم تسجيل العديد من القرى الفلسطينية. وأولئك الفلسطينيون الذين لم يحصلوا على إقامة قانونية ظلوا في إسرائيل أفراداً عديمي الجنسية.
ثم جرى تعديل على قانون الجنسية الإسرائيلية عام 1968, نص هذا التعديل على أنه يجب على الفلسطيني أن يتقدم بالطلب في غضون 3 سنوات من بلوغ سن الثامنة عشر (أي بين سن الثامنة عشرة والحادية والعشرين).وأن يثبت أنه كان مقيماً في إسرائيل مدة خمس سنوات متوالية قبل تقديمه الطلب. وتم إصدار تعديلاً آخر عام 1980 والذي خفف من حدة البند الذي كان ينص على أن يكون مقدم الطلب مقيم في إسرائيل بين مايو 1948 ويوليو 1952.
وبهذا التعديل يعتبر الفلسطينيون مواطنيين قانونيين تماما في دولة إسرائيل. وأصبحوا يمتلكون حقوق "الحصول على جنسية وجواز سفر"، لكنهم مستبعدون من عدة جوانب من دولة الرفاهية اليهودية بما فيها حق "المواطنة الديمقراطية" المتساوية. وبينما يتمتعون بمنافع الحقوق المدنية اليهودية (مثل الوصول إلى المحاكم والملكية الخاصة) والحقوق السياسية (الوصول إلى الاقتراع والحكومة)، فإنهم محرومون من الحقوق الاجتماعية والحقوق الاقتصادية في شكل الضمان الاجتماعي والتعليم والرعاية الاجتماعية، أو الحصول على الأراضي والموارد المائية للدولة.

### الفلسطينيون المقيمون في قطاع غزة
بعد تشكيل حكومة عموم فلسطين في أيلول 1948، قامت بإصدار وثائق حملت سفر حملت اسم حكومة عموم فلسطين.

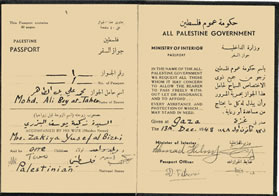
1948 - جواز السفر الفلسطيني رقم 1 - حكومة عموم فلسطين

### الفلسطينيون المقيمون في الضفة الغربية
بعد قيام دولة إسرائيل وقبل إصدار قانون الجنسية الأردنية عام 1954، ضُمَ الفلسطينيون للمملكة الأردنية. ومرت جنسية الفلسطينيين المقيمين في الضفة الغربية التابعة للمملكة الأردنية الهاشمية بثلاث مراحل.

وفي عام 1949، أضاف مجلس الوزراء الأردني مادة إلى قانون الجنسية لعام 1928 التي تنص على ما يلي: 
يعتبر أردني الجنسية كل من كان يحمل الجنسية الفلسطينية وكان يقيم عادةً بتاريخ صدور القانون في شرق الأردن أو في الجزء الغربي [الذي تديره المملكة الاردنية الهاشمية]. والتمتع بكافة حقوق الأردنيين وعليهم تحمل جميع الالتزامات المترتبة.
وتم إصدار قانون جديد عام 1954. الذي منح الجنسية الأردنية للفلسطينيين الذين يعيشون في الضفة الغربية واللاجئين الذين هاجروا خلال الحرب. وبدأت المرحلة الثالثة من الجنسية الأردنية الفلسطينية في 31 تموز / يوليو 1988 عندما فك الأردن الارتباط بالضفة الغربية: وأصدروا مرسوماً بأن جميع المقيمين في الضفة الغربية "فلسطينيون".

#### الأونروا
في أعقاب حرب عام 1948، أنشأت الجمعية العامة للأمم المتحدة وكالة الأمم المتحدة لإغاثة وتشغيل اللاجئين الفلسطينيين في الشرق الأدنى (الأونروا) بهدف تقديم برامج الإغاثة المباشرة للاجئين الفلسطينيين. الذين كانوا يقيمون في خمس دول عربية مجاورة. وقامت هذه الدول بمنحهم وثائق سفر، مما أعطاهم القليل من الحقوق، لكن لم يمنحهم الجنسية. ونص بروتوكول الدار البيضاء الصادر عام 1965، الذي أقرته جامعة الدول العربية، على منح الفلسطينيون المقيمون في الدول العربية المجاورة الحق في العمل، الحق في الخروج من الدولة التي يقيمون فيها والعودة إليها، الحق في الحصول على وثائق صالحة للسفر والحصول على تأشيرات الدخول إلى الدول العربية كأي مواطن آخر.

#### لبنان
حظي الفلسطينيون عند وصولهم إلى لبنان عام 1948 بترحيب حافل. وفي عام 1959، أُنشئت مديرية شؤون اللاجئين الفلسطينيين وكُلفت بمعالجة شؤونهم، من إصدار وثائق السفر، وتنظيم شؤون الأحوال الشخصية مثل شهادات الميلاد والوفاة، وتحديد مواقع مخيمات اللاجئين، وما إلى ذلك. وتم إصدار وثائق سفر للاجئين الفلسطينيين تسمح لهم بالسفر إلى الخارج والعودة إلى لبنان. كما أنهم مثلهم مثل المواطنين اللبنانيين معفون من وثيقة السفر عند التنقل بين لبنان وسوريا.
ولكن في عام 1995، أصدر وزير الداخلية المرسوم رقم 478 الذي قيد حرية تنقل الفلسطينيون  ومنع مغادرة لبنان أوالعودة إليه إلا بموجب تأشيرة خروح وعودة.
كما مُنح الفلسطينيون حق العمل في لبنان بموجب قانون العمل الصادر عام 1962. وقد نص هذا المرسوم على السماح للأجنبي بالعمل في لبنان بشرط أن تسمح بلاده للبنانيين بالعمل في ذلك البلد والحصول مسبقا على ترخيص عمل. وكان النصف الأول من المرسوم (أي الشرط الأول) يعتبر مشكلة بالنسبة للفلسطينيين بسبب غياب مبدأ المعاملة بالمثل- لا يوجد دولة فلسطينية للتكلم عن المعاملة بالمثل. أما بالنسة للنصف الثاني من المرسوم، فقد أصدرت السلطات اللبنانية قائمة تضم ستين مهنة تستبعد العمال الحاصلين على تصاريح عمل - واستثنت هذه القائمة جميع الوظائف الوضيعة تقريبًا. ونتج عن هذا القانون أن أكثر من نصف اللاجئين الفلسطينيين يعيشون حاليا تحت خط الفقر.

#### مصر
تم إصدار وثائق سفر مصرية للفلسطينيين في قطاع غزة مكنتهم من التنقل خارج قطاع غزة ومصر.  ووضعهم منذ السبعينيات كان وما زال في تدهور مستمر. بعد عام 1948، تمتع الفلسطينيون اللاجئون بنفس الحقوق الممنوحة للمواطنين المصريين. وفي عام 1963 سُمح لهم بامتلاك الأراضي الزراعية، ولم يكن عليهم الحصول على تأشيرات عمل. وفي عام 1964 أصدرت الحكومة مرسومًا يقضي بضرورة حصول اللاجئين الفلسطينيين على تأشيرة دخول أو مرور، أو تأشيرة عودة. وفي عام 1976 صدر قانون ينص على أنه لا يمكن للأجانب امتلاك العقارات، على الرغم من منح الفلسطينيين فيما بعد الحق في امتلاك الأراضي الزراعية. وفي عام 1978 ألغيت قدرة الفلسطينيين على العمل في الخدمة المدنية. تدريجياً، أصبح الحصول على وثائق سفر في مصر أكثر صعوبة من ذي قبل. حيث يُطلب الآن من الأردنيين الفلسطينيين الذين يحملون جوازات سفر لمدة عامين الحصول على تأشيرات الدخول والخروج للسفر إلى مصر.

#### سوريا
في عام 1948،  منحت سوريا اللاجئين الفلسطينيين جميع حقوق الإقامة والسفر والعمل والملكية بشكل مؤقت. وفي عام 1956 تم ترسيخ هذا الوضع في القانون رقم (260) وتنص مادته الأولى على أنه "يعتبر الفلسطينيون المقيمون في أراضي الجمهورية العربية السورية بتاريخ نشر هذا القانون كالسوريين أصلاً في جميع ما نصت عليه القوانين والأنظمة النافذة المتعلقة بحقوق التوظيف والعمل والتجارة وخدمة العلم مع احتفاظهم بجنسيتهم الأصلية". كما نص القانون أن لديهم حقوق متساوية في العمل، في كل من القطاعين العام والخاص، ويحق لهم الحصول على مزايا الضمان الاجتماعي، الإقامة والتعليم. فيما يتعلق بالسفر، منحت الحكومة السورية اللاجئين الفلسطينيين وثائق سفر.

#### العراق
يتمتع الفلسطينيون اللاجئون في العراق بنفس الحقوق التي يتمتع بها العراقيون من الإقامة والعمل وملكية المناطق السكنية. كما لهم أيضا الحق في الالتحاق بالخدمة المدنية مع جميع الاستحقاقات اللاحقة. ونظرا للحالة الاقتصادية والسياسية الراهنة في العراق، فإن حياة اللاجئين الفلسطينيين المقيمين هناك لها مستقبل غير مُطَمئِن.

### اتفاقية أوسلو للسلام

#### السلطة الوطنية الفلسطينية تعرف "الفلسطيني"
صاغت السلطة الوطنية الفلسطينية عام 1995 قانون الجنسية، ولكن لم يتم المصادقة عليه. وتُعرِّف المادة السابعة من هذا القانون "الفلسطيني" بأنه:  
- كل من كان يحمل الجنسية الفلسطينية من غير اليهود قبل تاريخ 1948/05/15.
- كل من ولد في فلسطين وكان والده فلسطينيا أو وُلِد في فلسطين وكانت أمه فلسطينية حتى وإن لم تكن جنسية الأب معروفة.
- من وُلِد في فلسطين لأبوين مجهولي الجنسية.
- وُلِد خارج فلسطين من أم فلسطينية ومن أب مجهول الجنسية – بشرط أن يختار هذا الشخص الجنسية الفلسطينية في غضون عام واحد بعد بلوغه سن الرشد، وأن يصرح لوزير الداخلية برغبته بأن يصبح مواطنًا فلسطينيًا، وأن يصبح مقيماً عادة في فلسطين، وأن لا يعترض الوزير على مقدم الطلب خلال مدة سنة من وقت استلامه الإشعار (الإخطار).

ومشروع قانون الجنسية الفلسطينية هذا لا يأخذ بعين الاعتبار فلسطينيو الشتات. ولا يتناول المعايير التي بموجبها يمكن لفلسطينيي الأونروا الحصول على الجنسية. إن مفهوم المواطنة لدى السلطة الوطنية الفلسطينية عندما يقترن بقانون الانتخابات، يدمج ما بين مفاهيم حق الأرض والدم والتجنس.

#### قرار حق العودة
عام 1948، أصدرت الجمعية العامة للأمم المتحدة القرار رقم 194 الذي جاء فيه "وجوب السماح بالعودة في أقرب وقت،  للاجئين الراغبين في العودة إلى ديارهم والعيش بسلام مع جيرانهم". وقد نص القرار أيضاً على إقامة لجنة توفيق تكون مهمتها "تسهيل عودة اللاجئين إلى وطنهم وتوطينهم من جديد وإعادة تأهيلهم الاقتصادي والاجتماعي وكذلك دفع التعويضات لهم".ويجادل البعض بأن هذا القرار اكتسب صفة عرفية في القانون الدولي، تم تكريسه على أنه "حق العودة".  لكن هذا القرار لا يعادل قانون العودة الإسرائيلي الصادر عام 1950 الذي يمنح اليهود المهاجرين إلى إسرائيل الحق في الحصول على الجنسية.

#### قانون المواطنة
بموجب مشروع قانون الجنسية الفلسطينية الصادرعن السلطة الوطنية الفلسطينية يحق للسلطة التنفيذية منح الجنسية أو إلغائها أو سحبها.

### مواطنون بلا دولة
المواطنة الإجتماعية، إن خطوة توماس همفري مارشال المثالية في تطوير الجنسية لا يمكن تصورها بدون مواطنة سياسية ثابتة (واقتصاد صناعي)، والتي تفترض مسبقًا المواطنة المدنية. وإنه من الصعب تطبيق معايير مارشال للمواطنة على مواطني الشرق الأوسط، أو الفلسطينيين على وجه الخصوص.وتتطلب المواطنة ترسيخ الحقوق الاجتماعية والسياسية في إطار دولة معينة، وهو ما لا يمتلكه الفلسطينيون. لا يزال الفلسطينيون غير قادرين على أن يكونوا جزءا من صناع القرار في كل بلد يقيمون فيه تقريبًا.

## أنظر أيضا
- قرار الجنسية الفلسطينية لعام 1925
- قانون الجنسية العثمانية لعام 1869